# Zuckerrübenschnitzel

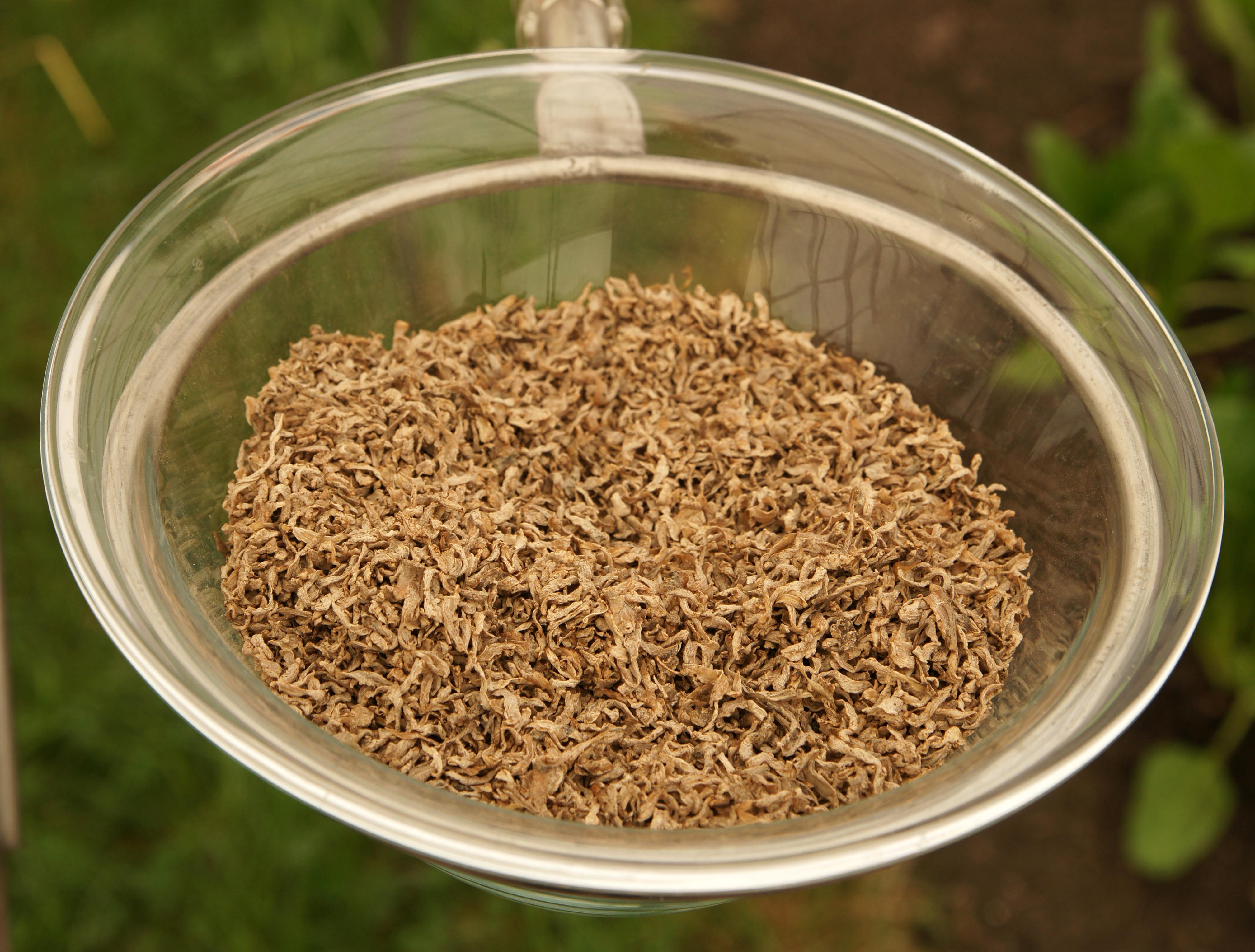
Zuckerrübenschnitzel

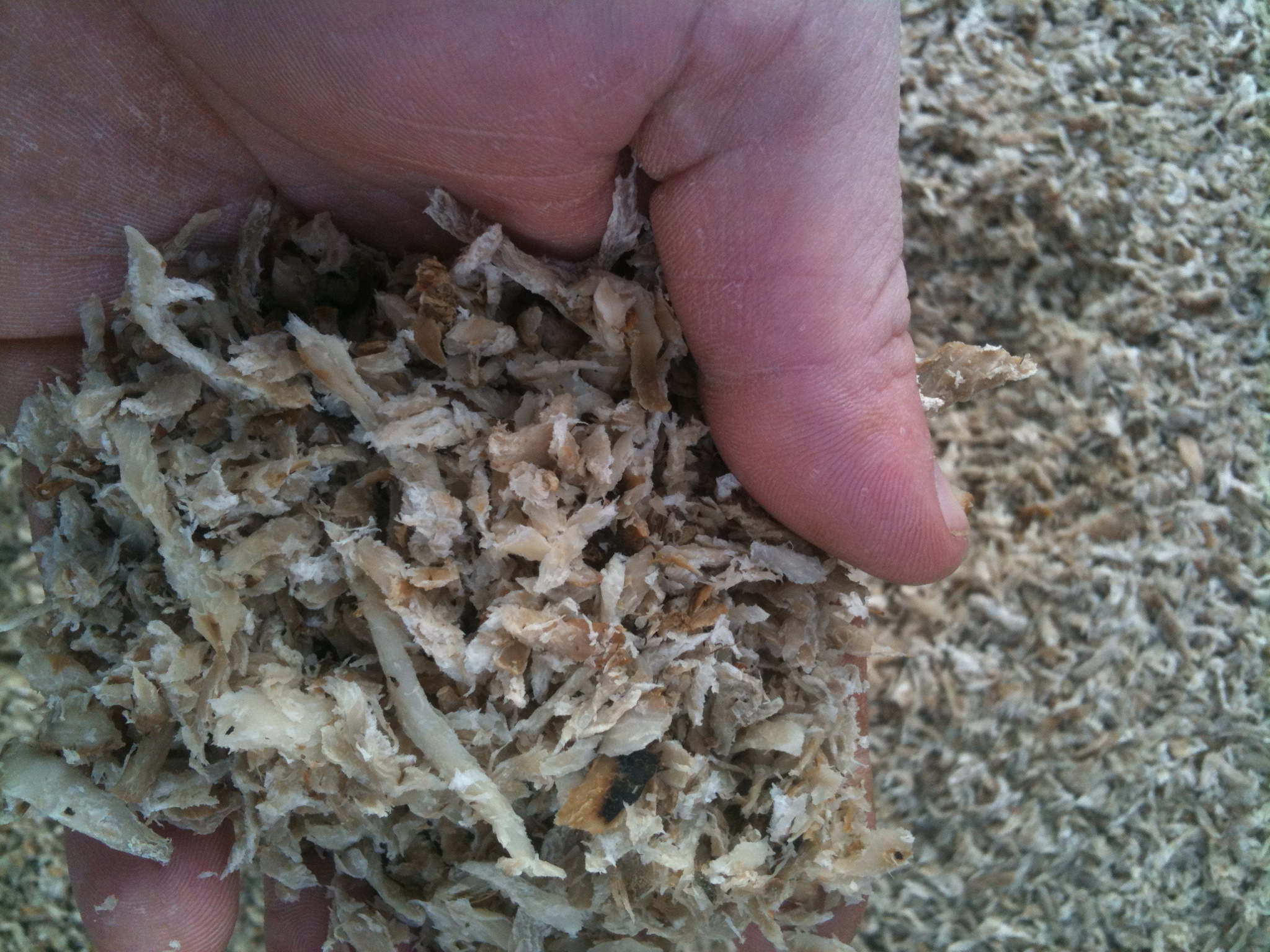
Pressschnitzel

Zuckerrübenschnitzel bzw. extrahierte Zuckerrübenschnitzel sind ein Nebenprodukt aus der Zuckerrübenverarbeitung, das vor allem als Futtermittel für Rinder, Schweine, Schafe und Pferde genutzt wird. Nach dem Wassergehalt wird unterschieden in Nassschnitzel, Pressschnitzel und Trockenschnitzel. Durch Zugabe von Melasse werden Melasseschnitzel mit einem höheren Zuckeranteil erzeugt.

## Herstellung und Varianten
Bei der Zuckerrübenverarbeitung wird in einer Extraktionsanlage der Rohsaft (Diffusionssaft) von den extrahierten Schnitzeln getrennt. Der Rohsaft ist ein Zwischenprodukt der Zuckerherstellung, die Schnitzel sind ein wertvolles Nebenprodukt. Bei den Schnitzeln unterscheidet man nach dem Wassergehalt und gegebenenfalls dem Zusatz von Melasse:
- Direkt nach der Extraktion besitzen die Nassschnitzel einen Trockenmassegehalt von 8 bis 10 %.
- Durch Abpressen eines Teils des Wassergehaltes entstehen Pressschnitzel mit einem Trockenmassegehalt von rund 28 %.[1]
- Anschließend können die Schnitzel zu Trockenschnitzeln mit einem Trockenmassegehalt von 90 % getrocknet werden. Als Trockner werden Trommeltrockner oder Verdampfungstrockner eingesetzt.
- Alternativ wird den Trockenschnitzeln zuckerhaltige Melasse – ein weiteres Nebenprodukt der Zuckerproduktion – zugesetzt, dann spricht man von melassierten Trockenschnitzeln oder auch von Melasseschnitzeln. Dabei erhöht sich der Zuckergehalt von rund 5 % auf etwa 20 %,[2][3] der Trockenmassegehalt beträgt rund 90 %.[1]

## Abgrenzung des Begriffes Schnitzel
Man spricht von Rübenkleinteilen, wenn Rübenbruchstücke mit Blattanteilen als Futtermittel verkauft werden, ohne vorher Zucker zu extrahieren.

## Bestandteile
|                                 | Silierte Pressschnitzel enthalten in 1000 g Trockenmasse: | Melasseschnitzel enthalten in 1000 g Trockenmasse: |
| Rohfaser (XF)                   | 180 g                                                     | 146 g                                              |
| Rohprotein (XP)                 | 84 g                                                      | 97 g                                               |
| Nutzbares Rohprotein (nXP)      | 146 g                                                     | 151 g                                              |
| Ruminale Stickstoffbilanz (RNB) | −10 g                                                     | −9 g                                               |
| Netto-Energie-Laktation (NEL)   | 7,62 MJ                                                   | 7,75 MJ                                            |
| Umsetzbare Energie (ME)         | 12,12 MJ                                                  | 12,25 MJ                                           |
| Stärke und Zucker (XS + XZ)     | 99 g                                                      | 200 g                                              |
| Rohfett (XL)                    | 4 g                                                       | 8 g                                                |
| Pansenbeständiges Protein (UDP) | 30 %                                                      | 30 %                                               |
| Calcium (Ca)                    | 3,9 g                                                     | 10,6 g                                             |
| Phosphor (P)                    | 0,8 g                                                     | 0,8 g                                              |
| Magnesium (Mg)                  | 2,1 g                                                     | 1,8 g                                              |
| Natrium (Na)                    | 0,4 g                                                     | 1,7 g                                              |
| Kalium (K)                      | 4 g                                                       | 14 g                                               |

Zuckerrübenschnitzel bestehen aus ernährungsphysiologischer Sicht vor allem aus Zellwandkohlenhydraten, Rohprotein und Rohasche. Unter den Zellwandkohlenhydraten sind vor allem Pektine (ca. 25 % der Trockenmasse) und Hemizellulosen vertreten. Der Rohproteingehalt ist mit ca. 99 g/kg Trockenmasse bei Trockenschnitzeln gering, der Anteil der essentiellen Aminosäure Lysin ist mit 5,9 g Lysin an der Proteinfraktion relativ hoch.

## Produktion
Im Jahr 2006/2007 wurde in Deutschland ein Trockenschnitzeläquivalent von etwa 1,3 Millionen Tonnen produziert.
Den größten Anteil an der deutschen Gesamterzeugungsmenge der Zuckerrübenschnitzel haben die Trockenschnitzel mit etwa 84 % (2006/2007: 1,1 Millionen Tonnen), von denen etwa eine Million Tonnen Melasseschnitzel darstellen, die restlichen 100.000 Tonnen sind Trockenschnitzel mit geringem Zuckergehalt. Etwa 16 % der Gesamtschnitzelproduktion (2007/2008: ca. 200.000 Tonnen) stellen Pressschnitzel dar und nur etwa 3000 Tonnen entfallen auf Nassschnitzel. Etwa 360.000 Tonnen und damit etwa 26 % der Schnitzelproduktion wurde den Rübenanbauern ausgeliefert, der größte Teil mit über eine Million Tonnen ging an andere Abnehmer.

## Außenhandel
Der Import von Zuckerrübenschnitzel nach Deutschland spielt nur eine sehr kleine Rolle und beträgt weniger als 20.000 Tonnen pro Jahr. Die Ausfuhren dagegen liegen mit etwa 375.000 Tonnen deutlich höher. Der Hauptteil des Außenhandels erfolgt mit den europäischen Nachbarländern, vor allem den Niederlanden. Weitere relevante Handelspartner sind Dänemark, Spanien und Frankreich.

## Nutzung

### Trockenschnitzel in der Tierhaltung

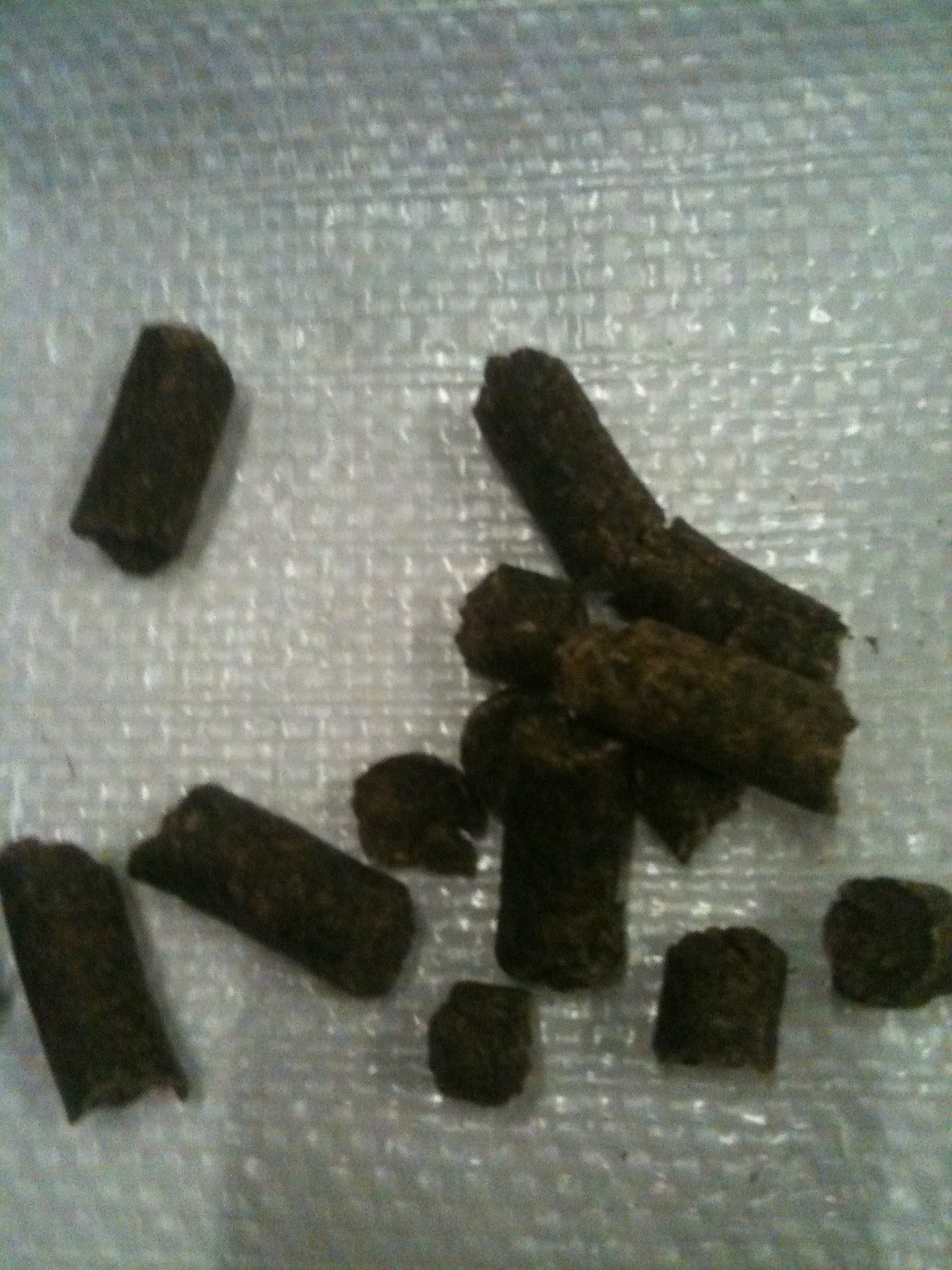
Melassierte Zuckerrübenpellets

Trockenschnitzel werden in loser und pelletierter Form angeboten. Sie werden in der Hauptsache als energiereiches Futtermittel für die Fütterung von Wiederkäuern eingesetzt, die das enthaltene Pektin und den Faseranteil durch die langsame Fermentation im Pansen gut abbauen können. Bei ausreichender Zufuhr von Rohfasern in der Fütterung können extrahierte Schnitzel bei Milchkühen bis zu 30 % der Trockensubstanz in der Futterration ausmachen, bei Mastrindern bis zu 50 %.
Nicht-Wiederkäuer (Monogastrier) können das Futtermittel energetisch nur mangelhaft verwerten. Daher entstehen bei einer Verfütterung hohe Methanausscheidungen. Aufgrund der geringen Energiedichte als Futtermittel für diese Tiere werden Zuckerrübenschnitzel lediglich als Rationskomponente für güste (nicht-tragende) oder niedertragende Sauen empfohlen.
In der Pferdefütterung, bei der es nicht auf hohe Gewichtszunahmen ankommt, ist der dauerhafte Einsatz von Rübenschnitzeln, auch auf Grund deren hohen Zuckeranteils, nicht von Vorteil. Zuckerrübenschnitzel werden daher in der Pferdefütterung hauptsächlich in der Rekonvaleszenz, d. h. in der Regenerationsphase nach Krankheit, eingesetzt. Trockenschnitzel werden je nach Tierart vorgeweicht gegeben, um die Aufnahme zu erleichtern und um Schlundverstopfung im Hals der Tiere vorzubeugen.
Rübenschnitzel finden teils Verwendung in Hundefutter, Katzenfutter oder in Futter für hasenartige Kleintiere oder Nager.

### Biogasproduktion
| Material                            | Biogasertrag in m3 pro Tonne Frischmasse | Methan- gehalt |
| ----------------------------------- | ---------------------------------------- | -------------- |
| Maissilage                          | 202                                      | 52 %           |
| Grassilage                          | 172                                      | 54 %           |
| Roggen-GPS                          | 163                                      | 52 %           |
| Zuckerrüben- Pressschnitzel siliert | 125                                      | 52 %           |
| Futterrübe                          | 111                                      | 51 %           |
| Bioabfall                           | 100                                      | 61 %           |
| Hühnermist                          | 80                                       | 60 %           |
| Schweinemist                        | 60                                       | 60 %           |
| Rindermist                          | 45                                       | 60 %           |
| Getreideschlempe                    | 40                                       | 61 %           |
| Schweinegülle                       | 28                                       | 65 %           |
| Rindergülle                         | 25                                       | 60 %           |

Neben der Verwendung von Zuckerrübenschnitzeln für die Futterindustrie können diese auch zur Produktion von Biogas eingesetzt werden.
Das entstehende Biogas kann nachfolgend zur Energieerzeugung verwendet werden, beispielsweise um den Energiebedarf einer Zuckerfabrik zum Teil zu decken. Eine entsprechende Anlage zur Eigenversorgung mit einer Tageskapazität von 860 Tonnen Schnitzeln entstand 2007 am Standort der ungarischen Zuckerfabrik Kaposvár. Mit dieser Kapazität konnten rund 40 % des Erdgasbedarfs der Fabrik durch Biogas substituiert werden. Seit Januar 2008 betreibt Nordzucker in Groß Munzel eine Pilotanlage zur Erzeugung von Biogas. Dort wird geprüft, ob sich Biogas aus Rüben und Schnitzeln ganzjährig erzeugen lässt.